# Władca zwierząt (film)
Władca zwierząt (tyt. oryg. The Beastmaster) – amerykański film fantasy (magia i miecz) z 1982, luźno oparty na motywach powieści science-fiction Andre Norton, pod tym samym tytułem.

## W rolach głównych
- Marc Singer – Dar
- Tanya Roberts – Kiri
- Rip Torn – Maax

## Fabuła
W tajemniczym mieście Aruk władzę przejął zły magik Maax. W jego ręce trafia król, a na domiar złego Maax chce złożyć ofiarę z syna królowej. W ostatniej chwili dziecko uratowane zostaje jednak przez pewnego chłopa, który nadaje mu imię Dar i wychowuje niczym własnego syna. Już wkrótce okazuje się, że Dar posiada niezwykłe zdolności pozwalające mu nawiązać kontakty ze zwierzętami. Pewnego dnia idylla kończy się. Barbarzyńcy z plemienia Jun dowodzeni przez kapłana Maaxa napadają na wieś Dara i zabijają wszystkich jego mieszkańców. Dar ucieka dzięki pomocy swego psa i innych zaprzyjaźnionych zwierząt. Podczas poszukiwania wrogów, którzy w tak dramatyczny sposób zmienili jego życie, Dar spotyka piękną Larę, która jest więziona przez Maaxa. Nastaje wreszcie czas ostatecznej rozprawy z Maaxem.